# Прага (готель, Київ)
Готель «Прага» — покинутий семиповерховий готель, який розташований у місті Києві по вулиці Володимирська, 36. Зведений за проектом архітектора О. Шіле у 1880 р. для А. Ільїнської.

## Історія
Спочатку було збудовано три нижні поверхи готелю як прибутковий будинок № 36 у 1880 р. архітектором Шіле Олександра-Петра-Андріана Яковича, які належали офіцерській дружині Анастасії Ільїнській. Два будинки, які розташовувались на вулицях Володимирській, 36 та Золотоворітській, 11, називалися «Номери Ільїнської».
У 1901 року новим власником став чеський громадський діяч Вячеслав (Вацлав) Вондрак., який назвав готель «Прага». У період з 1912 р. до 1913 р. господар добудував до будинку ще три поверхи, а в 1914 р. було зведено терасу на даху (пізніше вона перетворена на аттиковий поверх) для літнього ресторану, про яку захоплено писали тогочасні газети.
У готелі часто проходили збори чеської громади міста Києва, а у 1914 р. відбувався запис у добровольці для боротьби за незалежність Чехії. Деякий час у готелі розташовувався приватний комерційний банк.
З приходом радянської влади готель було перейменовано на «Червоний Київ». Після Другої світової війни готель мав назву: «Київ», «Театральний», «Ленінград».
За часів незалежності України у будинку розміщувався один з корпусів готелю «Санкт-Петербург».
Сьогодні власником готелю і будівлі на Золотоворітській, 11 є ПАТ «Л-Капітал». У 2014 р. компанія виграла суд у Міністерства культури про виключення будинку на Золотоворітській, 11 з переліку об'єктів культурної спадщини. Таким чином, для готелю «Прага», що на Володимирській, 36, передбачена реставрація, а у будівлі, що на Золотоворітській, 11, — може бути змінений фасад, а також зведена надбудова кількох поверхів. У 2015 р. планувалась реставрація готелю «Прага» із перетворенням на готельно-офісний комплекс. Станом на березень 2020 року власник судився із Міністерством культури, який не погоджував проект реставрації.

## Опис
Готель «Прага» — це цегляний семиповерховий будинок з декоруванням фасаду у стилі модерн. У 1880 р. зведено три поверхи будинку (проект арх. О. Шіле). У 1912—1913 рр. збудовано ще три поверхи. У 1914 р. зведено на даху будівлі терасу, яка сьогодні є глухим сьомим поверхом.

## Відомі мешканці
- Віктор Васнецов — російський художник; мешкав в «Номерах Ільїнської» вперше у 1885 р. під час виконання розписів Володимирського собору, а потім у 1893—1896 рр. під час продовження роботи в соборі.[2][3]
- Вільгельм Котарбінський — польський художник; мешкав у готелі у 1910-х роках.[3]
- Ярослав Гашек — чеський письменник-сатирик; жив у готелі у період з 1916 р. до 1918 р., написав тут фрагменти роману «Пригоди бравого вояка Швейка». 1917 р. видав у Києві чеською мовою твір «Бравий вояк Швейк у полоні».[2] У 1970 р. на фасаді готелю «Прага» було встановлено меморіальну мармурову дошку з його барельєфним портретом і контррельєфним зображенням головного персонажа роману бравого вояка Швейка (ск. М. Декерменджі, арх. П. Захарченко).[3]
- Федір Кричевський — український художник; мешкав у готелі у 1913—1914 рр.[3]
- Томаш Масарик — чехословацький професор, політичний і державний діяч, перший президент Чехословаччини; мешкав у готелі у 1917—1918 роках.[1]
- Симон Петлюра  — український державний і політичний діяч, головний отаман військ УНР, голова Директорії УНР; жив у готелі зі своєю родиною у червні 1917 р. — липні 1918 р.[1][2][3]